# Aninoasa (okręg Ardżesz)
Aninoasa – wieś w Rumunii, w okręgu Ardżesz, w gminie Aninoasa. W 2011 roku liczyła 1106 mieszkańców.